# Aoiz
Aoiz  (em castelhano) ou Agoitz (em basco) é um município da Espanha na província e comunidade autónoma de Navarra. Tem 13,54 km² de área e em 2021 tinha 2 791 habitantes (densidade: 206,1 hab./km²).

## Demografia
| Variação demográfica do município entre 1991 e 2004 | Variação demográfica do município entre 1991 e 2004 | Variação demográfica do município entre 1991 e 2004 | Variação demográfica do município entre 1991 e 2004 |
| --------------------------------------------------- | --------------------------------------------------- | --------------------------------------------------- | --------------------------------------------------- |
| 1991                                                | 1996                                                | 2001                                                | 2004                                                |
| 1896                                                | 1848                                                | 1886                                                | 2099                                                |